# Netwerk Historisch Cultuurlandschap
Het Netwerk Historisch Cultuurlandschap is een netwerk in Nederland van personen die betrokken zijn bij het historisch cultuurlandschap. Het netwerk kent momenteel ruim 1300 deelnemers uit uiteenlopende maatschappelijke, landschappelijke en beroepsmatige velden. Het Netwerk organiseert tweemaal per jaar bijeenkomsten in samenwerking met de RCE, onder de titel Zomermiddag en Wintermiddag. In het najaar vindt de jaarlijkse netwerkdag plaats, zie onderstaand overzicht. Soms wordt hierin ook samengewerkt met een andere partij, rond een actueel onderwerp, zoals met de ANWB, de RCE of met Staatsbosbeheer.

## Totstandkoming
Omdat de mogelijkheid tot interactie voor diegenen die zich met dit thema bezighouden, ontbrak, werd in 2006 besloten tot de oprichting van een netwerk. De oprichters waren afkomstig van de meest vooraanstaande instituten in dit veld in Nederland, zoals de Rijksdienst voor Archeologie, Cultuurlandschap en Monumenten, het Ministerie van Landbouw, Natuur en Voedselkwaliteit, Alterra, de Universiteit Utrecht en het Projectbureau Belvedere.
In 2008 werd gekozen voor de oprichting van een onderliggende stichting, de Stichting Netwerk Historisch Cultuurlandschap, met Wageningen als plaats van vestiging. De coördinatoren werden hierbij als bestuursleden op persoonlijke titel aangesteld. In 2009 werd de zetel van de stichting verplaatst naar Utrecht.

## Dag van het Historisch Cultuurlandschap
Het netwerk biedt een platform voor de deelnemers om contact met elkaar te onderhouden, onder meer door de organisatie van de jaarlijkse Dag van het Historisch Cultuurlandschap. Deze vindt jaarlijks aan het eind van de maand oktober plaats. 
| jaar | locatie      | thema                                          | keynote               |
| ---- | ------------ | ---------------------------------------------- | --------------------- |
| 2006 | Utrecht      | Status quo                                     | -                     |
| 2007 | Rotterdam    | -                                              | -                     |
| 2008 | Garderen     | Cultuurhistorie en natuurbeheer                | Oliver Rackham (Eng)  |
| 2009 | Bathmen      | Het cultuurlandschap van Oost-Nederland        | Rudolf Bergmann (Dld) |
| 2010 | Zegveld      | Laagveenontginningen van West-Nederland        | Chris de Bont (Nl)    |
| 2011 | Dordrecht    | De Dijk                                        | Guus Borger (Nl)      |
| 2012 | Wageningen   | Energie in het landschap                       |                       |
| 2013 | Tilburg      | Binnenstedelijke havens                        |                       |
| 2014 | Amersfoort   | CheriScape, Cultural Heritage and Landscape    |                       |
| 2015 | Heiloo       | De Geesten op de oude strandwallen van Holland |                       |
| 2016 | Muiderberg   | Het IJsselmeerlandschap                        |                       |
| 2017 | Renkum       | Beekdallandschappen en erfgoed                 |                       |
| 2018 | Fort Vechten | UNESCO Cultural Landscapes                     |                       |
| 2019 | St. Agatha   | De Maas en zijn werken                         |                       |

Naast de jaarlijkse Netwerkdagen-op-locatie organiseert het Netwerk Historisch Cultuurlandschap in samenwerking met de afdeling Landschap van de RCE ook twee keer per jaar een Wintermiddag en een Zomermiddag, bij de RCE in Amersfoort. De presentaties worden achteraf geplaatst op de website van het Netwerk Historisch Cultuurlandschap.